# Lake Placid vs. Anaconda
Lake Placid vs. Anaconda (conocida como Mandíbulas Contra Anacondas en España y Cocodrilo vs Anaconda en Hispanoamérica) es una Comedia de terror estadounidense de 2015 dirigida por A.B. Stone. Es un cruce entre la serie de películas de Anaconda y la serie de películas de Lake Placid, y la quinta entrega de sus respectivas series.

## Argumento
Después de sobrevivir al ataque en Lake Placid: The Final Chapter, Jim Bickerman; debido a sus heridas, queda con un parche en el ojo, gancho y pata de palo. Trabajando en Black Lake, Maine, con otro mercenario llamado Beach, capturan una hembra de cocodrilo gigante. Lo llevan de regreso a su camioneta, donde dos científicos cruzan su sangre con una anaconda gigante hembra para perfeccionar un suero de orquídea de sangre. Sin embargo, el cocodrilo escapa, mata a un científico y libera a una anaconda hembra y dos machos antes de que el camión explote. La explosión destruye parte de la cerca eléctrica que mantiene a los cocodrilos en Black Lake. Beach, Bickerman y el único científico que queda sobreviven. Un pequeño grupo de cocodrilos también escapa.
Los cocodrilos buscan comida y uno mata a Daphne Mailer y su novio, mientras que otro mata al científico restante y varios cocodrilos bebés matan a un cazador furtivo. Los cocodrilos finalmente se dirigen al cercano Clear Lake, junto con las anacondas. 
Reba, ahora alguacil de Black Lake, llama al oficial del Servicio de Pesca y Vida Silvestre de Estados Unidos Will "Tully" Tull para ayudar a recuperar a los cocodrilos que escaparon. Mientras tanto, un grupo de chicas universitarias de la hermandad de mujeres de Delta Gamma, dirigidas por Tiffani y Amber, y dos chicos de la fraternidad de Sigma Phi, Brett y Andrew, llegan a Clear Lake para inicializar algunos miembros nuevos, incluida la hija de Margo y Tully, Bethany.
Los cocodrilos se dan un festín con las chicas de la hermandad junto con Amber (a quien Tiffani empuja hacia los cocodrilos), Brett, Andrew y Heather (los tres últimos que practicaban wakeboard). Los sobrevivientes corren hacia el bosque para llegar a los autos. Las chicas dejaron las llaves en la playa, pero los cocodrilos atacan a los estudiantes. Una de las chicas, Cassie, sale corriendo del auto de Jennifer, intenta escapar, pero un cocodrilo se la come. El auto de Tiffani es aplastado por una anaconda con Jennifer todavía adentro. Un cocodrilo mata a Tiffani y los demás huyen.
El diputado Ferguson descubre a una de las chicas de la hermandad de mujeres sobrevivientes escondida en un bote. La niña traumatizada, Melissa, es llevada a un hospital, mientras Tully y Reba continúan buscando a Bethany. Clear Lake es evacuado por Ferguson.
Sarah Murdoch, la sociópata hija del difunto Peter "J.D." Murdoch y directora ejecutiva de Wexel Hall Corporation en Nueva York, lidera un equipo de ella, Beach, Bickerman y dos mercenarios y va a capturar a la anaconda hembra antes de que ponga sus huevos, con la esperanza de terminar el trabajo de su padre. Uno de los mercenarios es atacado por un cocodrilo y Beach se ve obligado a dispararles a ambos.
Tully y Reba son atacados por un cocodrilo, que a su vez es atacado por una anaconda, que aplasta al cocodrilo hasta que explota. La anaconda luego escapa. El grupo de Sarah roba un bote, pero Bickerman se cae y un cocodrilo lo arrastra bajo el agua. Después de aterrizar, el otro mercenario es asesinado por una anaconda. Tully y Reba matan a la otra anaconda y rescatan a Bethany, Margo y Jane. Se reagrupan junto con Ferguson hasta que llegan Sarah y Beach. Descubren dos cocodrilos comiendo una anaconda macho. La anaconda hembra aparece y mata a un cocodrilo, y un cocodrilo arroja a la anaconda macho a un helicóptero que contiene el equipo de extracción de Sarah, lo que hace que se estrelle. La anaconda hembra mata al cocodrilo y se come vivo a Beach, quien sacrifica su vida al detonar una granada y matar a la anaconda que se lo tragó, devastando las posibilidades de Sarah de completar el proyecto de su padre. Sarah es arrestada y Bickerman, que sobrevivió, emerge del lago riendo como un maníaco. Aparece un último cocodrilo, pero Reba y Tully lo matan rápidamente.
En el nido de huevos puestos por la anaconda hembra, un huevo eclosiona para revelar una anaconda bebé con atributos parecidos a los de un cocodrilo.

## Reparto
- Corin Nemec como Will "Tully" Tull
- Yancy Butler como la Alguacil Reba
- Skye Lourie como Bethany Tull
- Robert Englund como Jim Bickerman
- Stephen Billington como Beach
- Annabel Wright como Sarah Murdoch
- Oliver Walker como el Diputado Ferguson
- Natasha Jane Pyne como Daphne Mailer
- Laura Dale como Tiffany Jones
- Ali Eagle como Margo
- Heather Gilbert como Jane Goldsburg
- Georgina Philipps como Jennifer Bennett
- Jenny May Darcy como Melissa
- Sophia Lorenti como Amber Casino
- Nigel Barber como el Alcalde
- Charie Grant como Louise William

## Producción
El rodaje estaba programado para tener lugar en Bulgaria en diciembre de 2013.

## Recepción
Tim Brayton de "Alternate Ending" le dio 2 de 5. Felix Vasquez de Cinema-crazed.com, a pesar de las bajas expectativas, no quedó satisfecho con la película. Él escribe: "En su mayor parte, tiene éxito en el horror cursi de grado C 'tan malo que es bueno', con muchos personajes irritantes que obtienen su merecido. Solo desearía que hubiera más salpicaduras para colorear la película en el camino".

## Versión Casera
Lake Placid vs. Anaconda fue lanzada en DVD y digital el 4 de agosto de 2015.